# Беддельхаузен

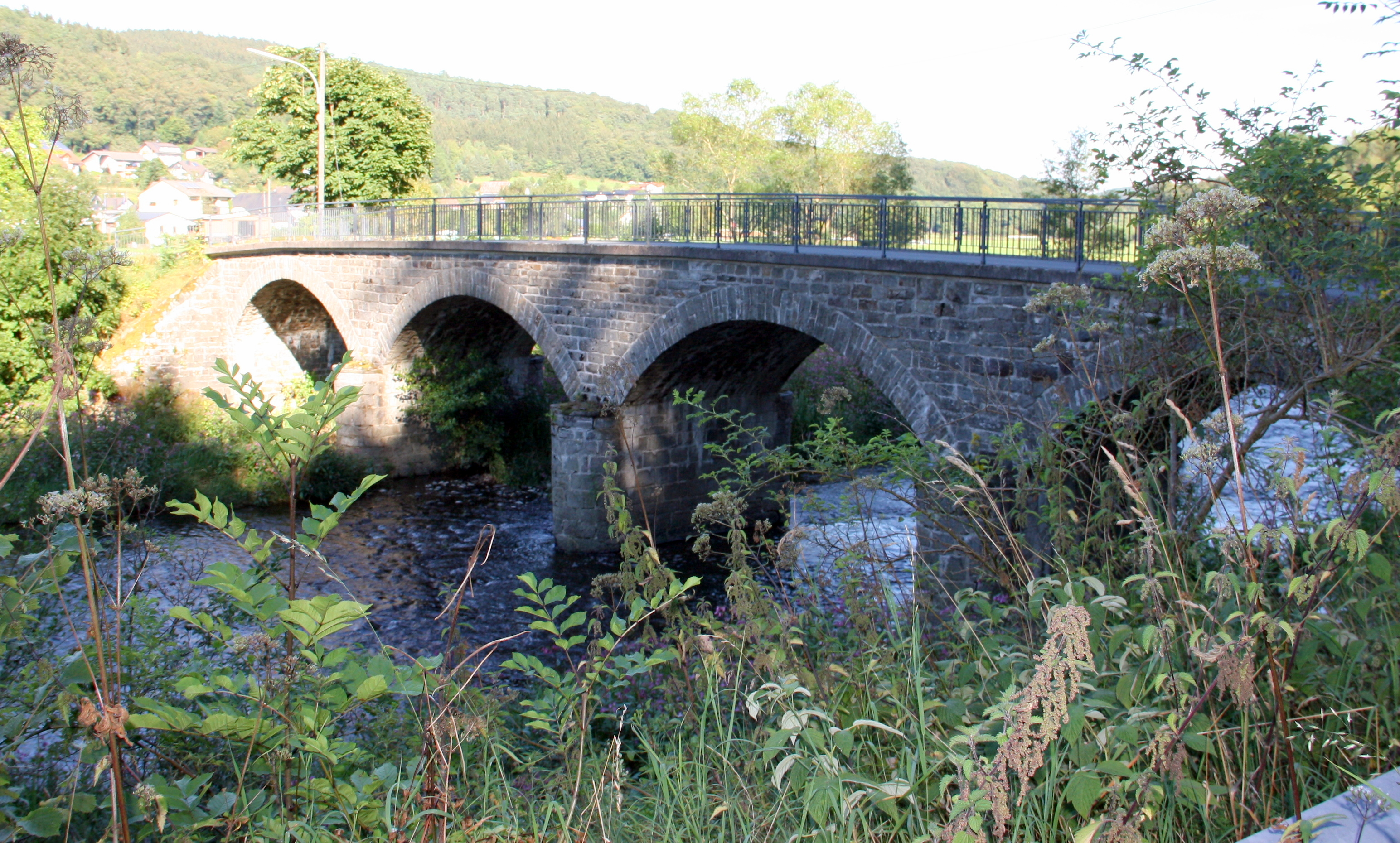
Арочный мост в Беддельхаузене

Беддельхаузен (нем. Beddelhausen) — поселение сельского типа в составе города Бад-Берлебург в районе Зиген-Виттгенштайн (земля Северный Рейн-Вестфалия, Германия). Населённый пункт был включён в состав Бад-Берлебурга после реформы местного самоуправления 1975 года.

## География

### Положение
Беддельхаузен расположен на восточной окраине городской территории, в 12 км от центра Бад-Берлебурга. Он размещается на довольно широком в этом месте лугу реки Эдер, на высоте 350–560 метров над уровнем моря. Поселение простирается по обе стороны Эдера. Самая высокая гора окрестностей Беддельхаузена — Кальмбрахт (559 м).

### Соседние населённые пункты
- Эльзофф — сельское поселение
- Рихштайн — сельское поселение
- Шварценау — сельское поселение
- Хацфельд — город в земле Гессен

## История

### Документальная информация
Бедельхаузен впервые упоминается в документе 1059 года как Беделенхузен. Написание названия поселения менялось несколько раз на протяжении веков. В 1391 году упоминается, что Генрих фон Беддельнхузен имел также усадьбу в Нидераллендорфе. Беддельхаузен был выкуплен семьёй Рихштайн в 1538 году. Деревенская часовня впервые упоминается в 1553 году. С 1662 года поселение находилось в административном подчинении Эльзоффа и Рихштайна. С 1819 года Беддельхаузен входил в состав административного района Шварценау. В 1845 году он был передан Арфельдской администрации.

### Железная дорога
1 апреля 1911 года был открыт участок Хацфельд-Арфельд железнодорожной линии Бад-Берлебург — Аллендорф. Он использовался до 29 мая 1981 года. С августа 1944 года на 17,0 километре железной дороги недалеко от водотока Линденхёфер-Бах существовало секретное помещение, которое использовалось для производства ракеты Фау-2 (Оружие возмездия 2). Здесь над рельсами был установлен кран для перемещения отдельных частей ракеты.

### Динамика численности населения
| 1961 | 464 |
| 1970 | 463 |
| 1974 | 489 |
| 2011 | 505 |
| 2017 | 431 |
| 2021 | 450 |
| 2023 | 429 |
| * Данные за 1961 год (6 июня) и 1970 год (27 мая) взяты из результатов переписи населения. * 1974 — источник 2011: * 2017 года по состоянию на 31 декабря того же года. 2021 по 31 августа года. |     |

## Достопримечательности
- Арочный мост XIX века (бывший ранее железнодорожным)
- Евангелическая церковь, возведенная в XIII веке.
- Бывший сланцевый карьер — национальный геотоп Германии.

## Личности
- Освальд Крох (1887, Беддельхаузен — 1955, Берлин) — немецкий педагог и психолог.